# 麩の焼き
麩の焼き（ふのやき）は、小麦粉を主体とした和菓子である。小麦粉を水で溶いて薄く焼き、芥子の実などを入れ、山椒味噌や砂糖を塗った生地を巻物状に巻いて成形する。
麩焼き（ふやき）、麸のものとも呼ぶ。
巻いた形が巻物経典を彷彿とさせることから、仏事用の菓子として使われた。「秋の膳（会席）」の和菓子であり、茶会の茶菓子として安土桃山時代の千利休が作らせていた。利休の茶会記『利休百会記』にもたびたびその名が見える。
江戸時代には、味噌に替えて餡を巻く助惣焼が流行した。水溶き小麦粉を鉄板で焼くという調理法の嚆矢であることから、お好み焼きやもんじゃ焼きなどの遠い祖先とされることもある。

## 地方名
滋賀県北部の方言では「ふなやき」と発音する。